# Debbi Wilkes
Deborah „Debbi” Wilkes , po mężu Darroch (ur. 16 grudnia 1946 w Toronto) – kanadyjska łyżwiarka figurowa, startująca w parach sportowych z Guyem Revellem. Wicemistrzyni olimpijska z Innsbrucka (1964), brązowa medalistka mistrzostw świata (1964), mistrzyni Ameryki Północnej (1963) oraz dwukrotna mistrzyni Kanady (1963, 1964). Następnie komentatorka sportowa, autorka, trenerka i działaczka łyżwiarstwa figurowego w kanadyjskiej federacji Skate Canada.

## Życiorys
Wilkes i Revell poznali się na Unionville Skating Carnival w 1958 roku i zostali mistrzami Kanady juniorów w pierwszym wspólnym sezonie startów, w 1959 roku. Byli uważani za innowatorów konkurencji par sportowych m.in. prezentowali loopowe podwójne podnoszenie twistowe. Wilkes i Revell osiągali sukcesy w konkurencji par sportowych pomimo niestandardowej różnicy w ich wzroście (zazwyczaj partner jest dużo wyższy od partnerki), Wilkes była wyższa od Revella.
W 1963 roku tuż przed mistrzostwami świata Wilkes doznała poważnej kontuzji po upadku na parkingu, gdzie Revell upuścił ją z wysokiego podnoszenia podczas pozowania fotoreporterom. W 1964 roku zdobyli srebrny medal olimpijski mając jedynie 17 i 21 lat przez co stali się najmłodszą kanadyjską parą, która zdobyła medal na igrzyskach Pierwotnie zakończyli zawody olimpijskie na miejscu trzecim. Kilka lat później Międzynarodowy Komitet Olimpijski oficjalnie odebrał reprezentantom RFN, parze Marika Kilius / Hans-Jürgen Bäumler ich srebrne medale olimpijskie, ponieważ podpisali oni profesjonalny kontrakt tuż przed igrzyskami, przez co Wilkes i Revell otrzymali medal srebrny. W 1987 roku komitet wycofał oskarżenia przeciwko reprezentantom RFN, a wyniki zweryfikowano przyznając dwa srebrne medale – dla RFN i Kanady, brąz Amerykanom. Wyniki uznano za oficjalne dopiero w 2014 roku.
W latach 70. XX w. ukończyła studia na kierunku psychologia na York University i komunikację na University of Michigan. W 1999 roku prowadziła team kanału CTV, który odkrył niesprawiedliwe sędziowanie na mistrzostwach świata. W 2006 roku Wilkes została dyrektorem sponsoringu i marketingu Skate Canada, a także działaczką lokalnego Skate Ontario.

## Osiągnięcia

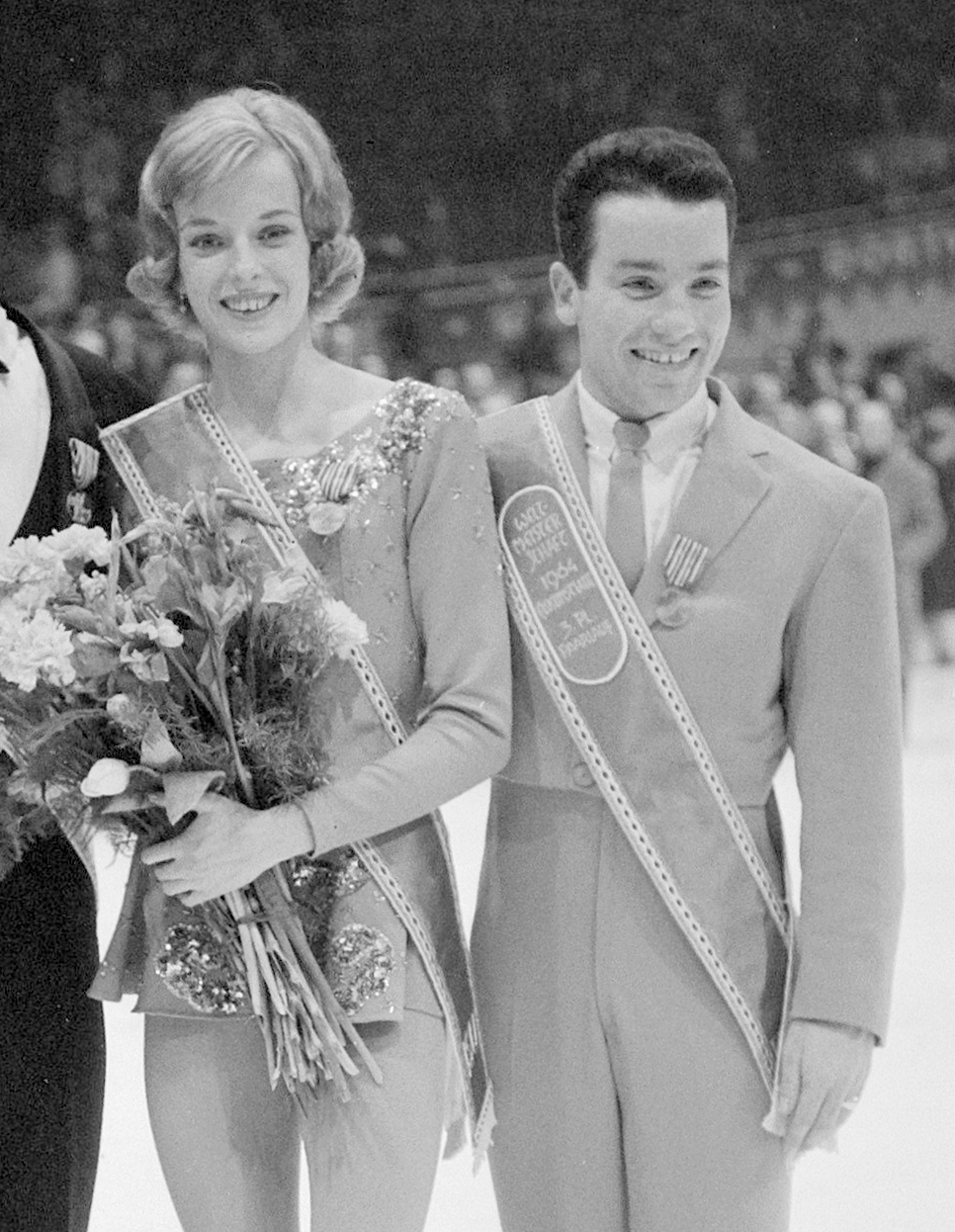
Wilkes i Revell (1964)

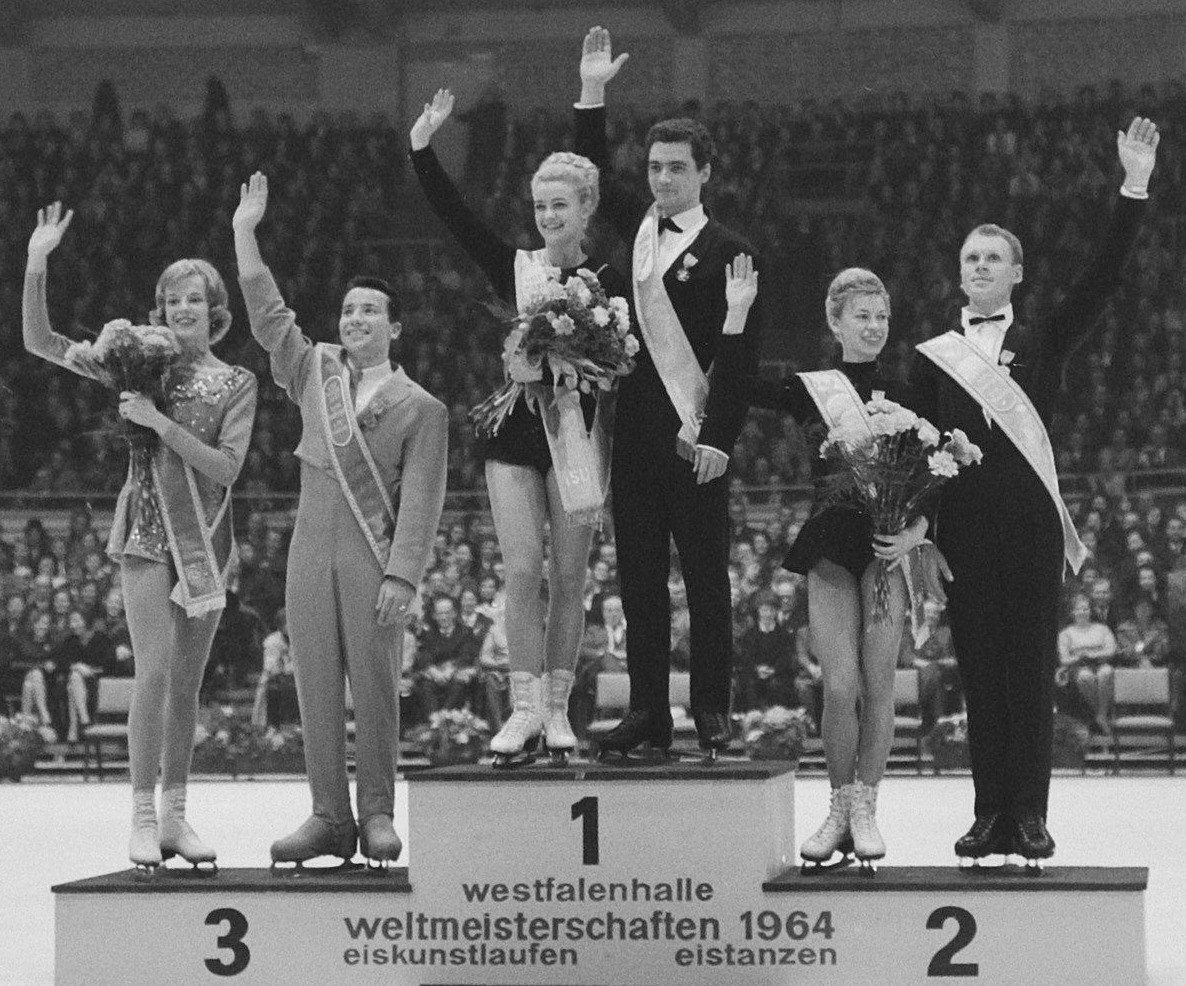
Od lewej, Wilkes i Revell, Kilius i Bäumler, Biełousowa i Protopopow na podium mistrzostw świata 1964

Z Guyem Revellem
| Zawody                        | 1959           | 1960           | 1961           | 1962           | 1963           | 1964           |                |                |                |                |                |                |                |                |                |                |                |
| Międzynarodowe                | Międzynarodowe | Międzynarodowe | Międzynarodowe | Międzynarodowe | Międzynarodowe | Międzynarodowe | Międzynarodowe | Międzynarodowe | Międzynarodowe | Międzynarodowe | Międzynarodowe | Międzynarodowe | Międzynarodowe | Międzynarodowe | Międzynarodowe | Międzynarodowe | Międzynarodowe |
| ----------------------------- | -------------- | -------------- | -------------- | -------------- | -------------- | -------------- | -------------- | -------------- | -------------- | -------------- | -------------- | -------------- | -------------- | -------------- | -------------- | -------------- | -------------- |
| Igrzyska olimpijskie          |                |                |                |                |                | 2              |                |                |                |                |                |                |                |                |                |                |                |
| Mistrzostwa świata            |                | 11             |                | 4              | WD             | 3              |                |                |                |                |                |                |                |                |                |                |                |
| Mistrzostwa Ameryki Północnej |                |                |                |                | 2              |                |                |                |                |                |                |                |                |                |                |                |                |
| Krajowe                       |                |                |                |                |                |                |                |                |                |                |                |                |                |                |                |                |                |
| Mistrzostwa Kanady            | 1 J            | 3              | 3              | 3              | 1              | 1              |                |                |                |                |                |                |                |                |                |                |                |

## Nagrody i osiągnięcia
- Galeria Sławy Skate Canada – 2001[2]